# Бордж-Баджи-Мохтар
Бордж-Баджи-Мохтар (араб. برج باجي مختار‎) — город и коммуна на юге Алжира, в вилайете Адрар. Административный центр округа Бордж-Баджи-Мохтар.

## Название
В период французского колониального правления город назывался Бордж-Ле-Приёр (фр. Bordj Le Prieur). После обретения Алжиром независимости город получил своё современное название, которое связано с именем борца за независимость страны Баджи Мохтара (1919—1954).

## Географическое положение

Коммуна Бордж-Баджи-Мохтар

Город находится в юго-восточной части вилайета, в центральной части пустыни Сахара, вблизи государственной границы с Мали, на расстоянии приблизительно 1710 километров к юго-юго-западу от столицы страны Алжира. Абсолютная высота — 399 метров над уровнем моря.

Коммуна Бордж-Баджи-Мохтар граничит с коммунами Регган, Тимеявин, Ин-Амгель и Абалесса, а также с территорией Мали. Её площадь составляет 120 026 км².

## Климат
Климат города характеризуется как аридный (BWh в классификации климатов Кёппена). Осадки в течение года практически отсутствуют (среднегодовое количество — 38 мм). Средняя годовая температура составляет 28,4 °C.

## Население
По данным официальной переписи 2008 года численность населения коммуны составляла 16 437 человека. Доля мужского населения составляла 54,54 %, женского — соответственно 45,46 %. Уровень грамотности населения составлял 26,1 %. Уровень грамотности среди мужчин составлял 33,3 %, среди женщин — 17,8 %. 1,2 % жителей Бордж-Баджи-Мохтара имели высшее образование, 4,4 % — среднее образование.

## Транспорт
К северо-северо-востоку от города расположен аэропорт Бордж-Мохтар.